# 185325 Anupabhagwat
185325 Anupabhagwat è un asteroide della fascia principale. Scoperto nel 2006, presenta un'orbita caratterizzata da un semiasse maggiore pari a 3,1034360 UA e da un'eccentricità di 0,0312269, inclinata di 8,43615° rispetto all'eclittica.